# Union libérale (Second Empire)

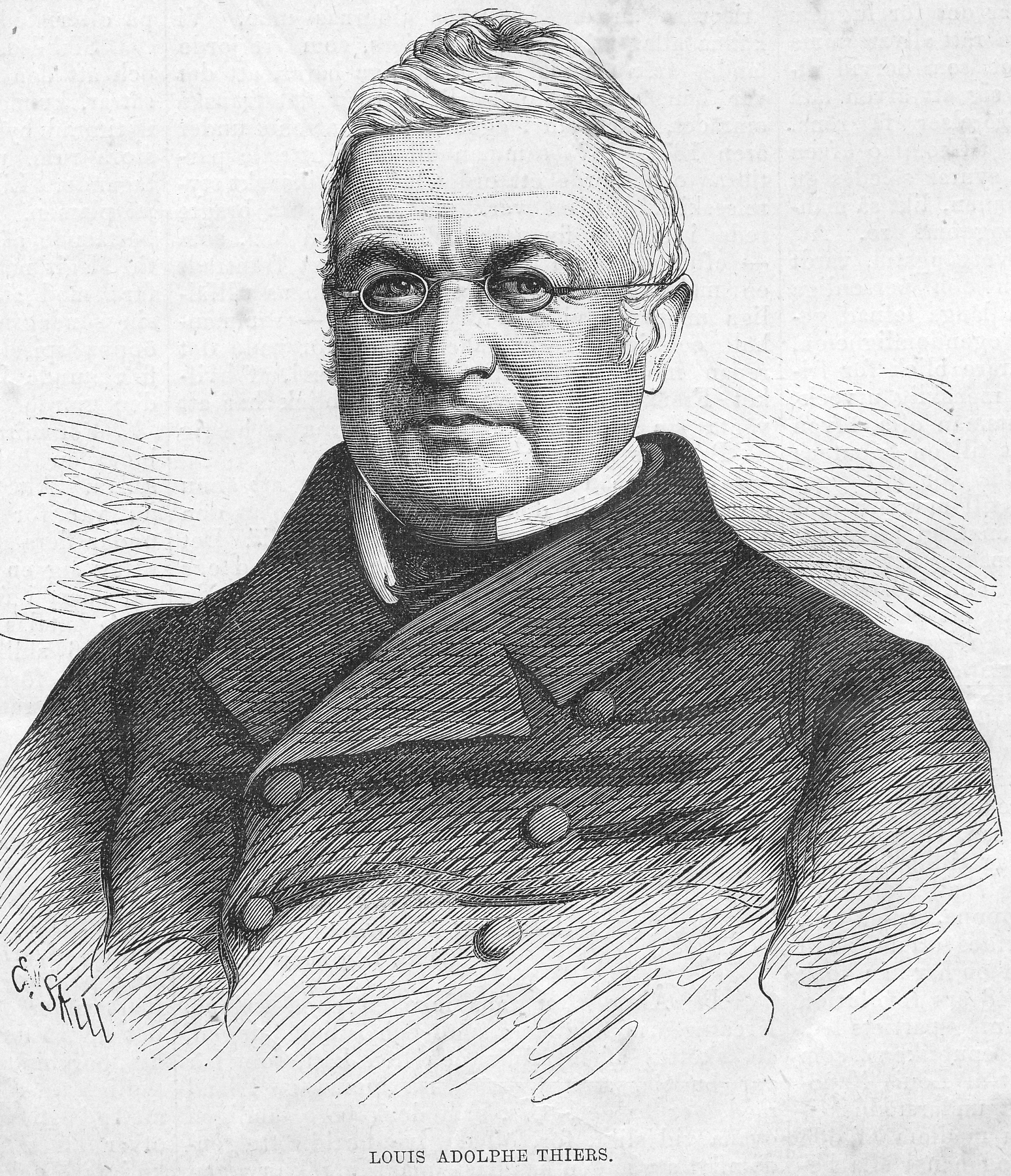
Portrait de Louis Adolphe Thiers publié dans ' en 1877.

Pour les articles homonymes, voir Union libérale.
L'union libérale est une coalition entre monarchistes libéraux et républicains modérés. Elle s'est constituée, sous le Second Empire, dans le but de restaurer ce que Thiers appellera les libertés nécessaires mais aussi pour tenter de fournir une réelle opposition au pouvoir de Napoléon III.
L'union est formée en 1861, en vue des élections de 1863 où 33 députés de celles-ci sont élues.
Au fur et à mesure du temps, les républicains s'affirment tandis que les monarchistes déclinent. C'est donc logiquement qu'en 1869, les républicains désertent l'union pour mener le combat seul.